# Pierre-Louis Maraite
Pierre-Louis Maraite (18 mei 1992) is een Belgisch hockeyer.

## Levensloop
Maraite begon zijn hockeycarrière bij Old Club de Liège. Vervolgens was hij actief bij Royal Uccle Sport. In 2012 maakte hij de overstap naar KHC Leuven. Tijdens de indoorcompetitie is hij actief bij RRC Bruxelles.
Daarnaast is hij actief bij het Belgisch zaalhockeyteam. Met de Indoor Red Lions won hij zilver op het Europees kampioenschap van 2018 te Antwerpen.